# Jan Staaf
Jan Staaf, född 11 januari 1962 i Hallstahammar, är en svensk poliskommissarie och före detta friidrottare som tävlade i gång.
Staaf tävlade i gång för Enhörna IF och deltog i två sommar-OS: Seoul 1988 och Atlanta 1996. I Seoul kom Staaf på plats 30 av 53 startande på distansen 20 km  med tiden 1.24.59. I OS 1996 tävlade han återigen på distansen 20 km och han fick samma placering som åtta år tidigare – 30:e plats av 60 startande på 1.25.32.
Jan Staaf är kriminalkommissarie och arbetar som utredningsledare inom grova brott. Han ledde bland annat utredningen kring det uppmärksammade dubbelmordet i Linköping 2004, som löstes med hjälp av DNA-släktforskning. Utredningen pågick i 16 år och kom att bli Sveriges näst största brottsutredning efter Palmemordet. När fallet och utredningen skildrades i Netflix-serien Genombrottet (2025) spelades rollfiguren John, som bygger på Staaf, av Peter Eggers.
Staaf har varit gift med polisen Linda Staaf och tillsammans har de två barn.